# Ulrich Moskopp
Ulrich Moskopp (* 1961 in Köln) ist ein deutscher Künstler. Er lebt in Köln.

## Leben
Von 1983 bis 1991 studierte Moskopp an der Kunstakademie Düsseldorf bei Gotthard Graubner, dessen Meisterschüler er wurde. 1995 war er Stipendiat der Raketenstation Hombroich, bei der er auch sein Atelier hatte. Im Jahr 2000 erhielt er ein Arbeitsstipendium in Rom vom Ministerium für Kultur und Wissenschaft des Landes Nordrhein-Westfalen.
Als Schauspieler stand Moskopp 1996 an den Bühnen der Stadt Köln in Tankred Dorsts Die Geschichte der Pfeile (Philemon Martyr) als Beamter/Bogenschütze auf der Bühne, trat im selben Jahr in der TV-Serie Jede Menge Leben in fünf Episoden als Robert Wagner vor die Kamera.  Schließlich spielte er 2003 in der Fernsehserie Lindenstraße in zwei Episoden (Lehrstunden, Die Auktion) die Rolle des Herrn Wagner.
Seit 2014 unterrichtet er als Kunstlehrer am Kardinal-Frings-Gymnasium in Bonn-Beuel.

## Einzelausstellungen (Auswahl)
- 1989: Jürgen Ponto Stiftung, Frankfurt am Main (Katalog)
- 1991: Malerei. Galerie m Bochum
- 1998: Farbrausch. Ministerium für Kultur und Wissenschaft des Landes Nordrhein-Westfalen, Düsseldorf (Katalog) / Galerie m Bochum
- 1999: Feuer, Eis und Luft. Overbeck-Gesellschaft, Lübeck (Katalog)
- 2000: Die Farbe hat mich. Mit Beate Terfloth. Kunstverein Arnsberg (Katalog)[6]
- 2004: Museum Baden, Solingen (Katalog) / Kunst aus Nordrhein-Westfalen, ehemalige Reichsabtei Kornelimünster / Raketenstation Hombroich, Container[7]
- 2006: Ulrich Moskopp. Kunsthalle Erfurt (Katalog)
- 2014: Dammar. Museum für Lackkunst, Münster (Katalog)
- 2018: Raum. kjubh Kunstverein, Köln (Katalog)

## Filmografie, Installationen (Auswahl)
- 1983: Wenn die Hoffnung nicht wär. Filmhaus Köln
- 1999: Harmonika. Overbeck-Gesellschaft, Lübeck
- 2004: Malkabine. Museum Baden, Solingen
- 2006: Kunsthalle Erfurt, Malkabine / WP8, Düsseldorf, Volto Santo DVD und Kurzhörfilme
- 2007: Volto Santo Installation. St. Gereon, Köln / Kunsthalle Erfurt (Katalog)

## Publikationen

### Bücher
- Uli Vogel. Salon-Verlag, Köln 2012, ISBN 978-3-89770-422-0 (Bilderbuch, Kinder- und Jugendliteratur).

### Ausstellungskataloge
- Malerei. Hrsg.: Silke Fahnert. Salon Verlag, Köln 2004, ISBN 3-89770-207-X (Anlässlich der Ausstellung „Ulrich Moskopp“: Museum Baden, Solingen; Kunst aus Nordrhein-Westfalen, ehemalige Reichsabtei Aachen - Kornelimünster; Kunsthalle Erfurt).
- Volto Santo. Hrsg.: Josef Sauerborn. Salon Verlag, Köln 2007, ISBN 978-3-89770-289-9 (Anlässlich der Volto Santo Installation in St. Gereon, Köln).
- Kreuzweg. Hrsg.: Katholische Akademie in Bayern. Salon Verlag, Köln 2009, ISBN 978-3-89770-344-5 (Anlässlich der Installation Jesus Christus, im Kardinal-Wendel-Haus in München).
- Volto Santo. Installation. Hrsg.: Ansgar Steinke. Salon Verlag, Köln 2009, ISBN 978-3-89770-341-4 (Anlässlich der Volto-Santo-Installation in St. Paulus, Düsseldorf).
- Dammar. Hrsg.: Monika Kopplin. Museum für Lackkunst, Münster 2014, ISBN 978-3-930090-68-6.